# Cestrum jimenezii
Cestrum jimenezii là loài thực vật có hoa trong họ Cà. Loài này được Alain mô tả khoa học đầu tiên năm 1989.